# エィルマー・バーク・ランバート

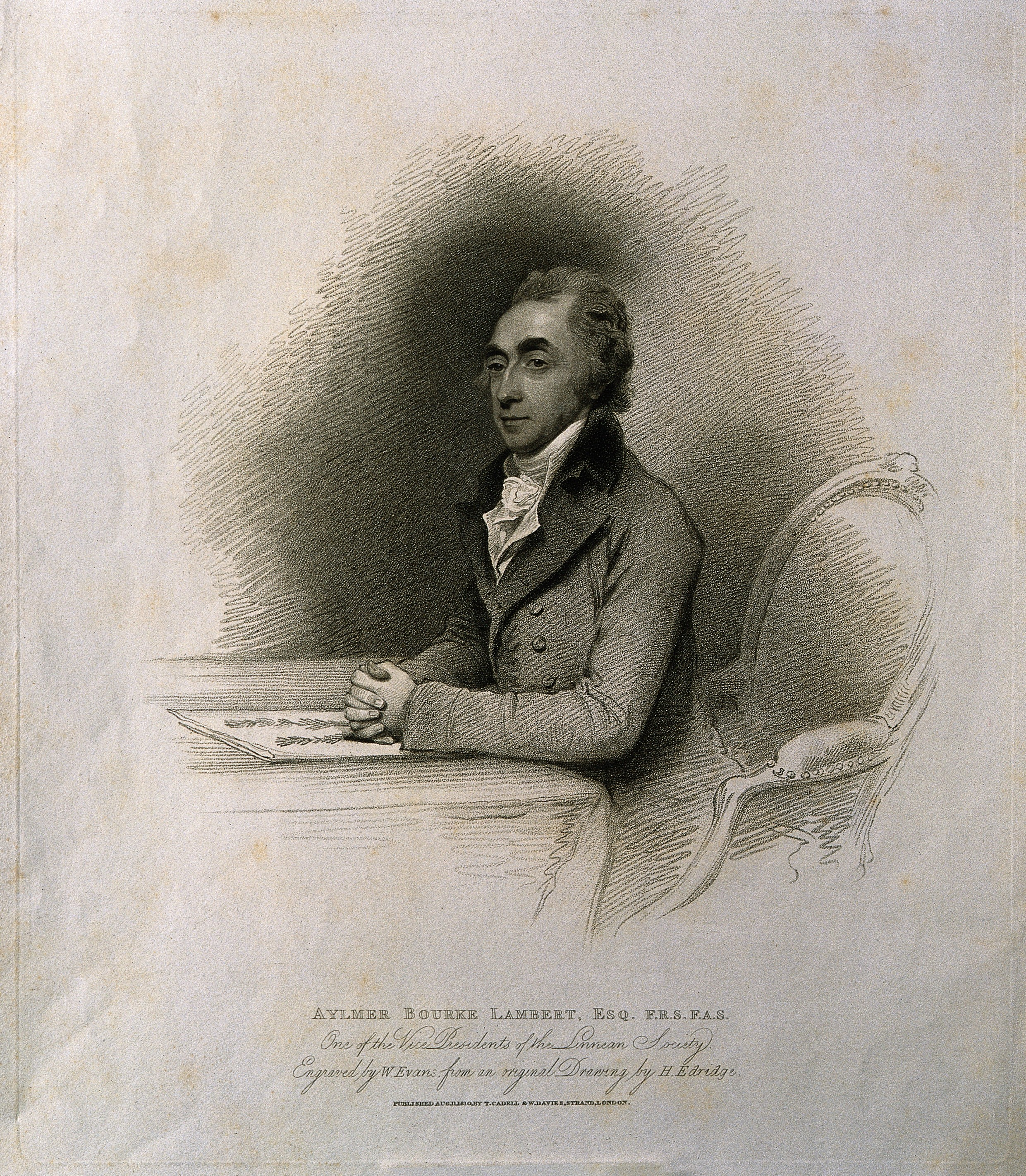
エィルマー・バーク・ランバート

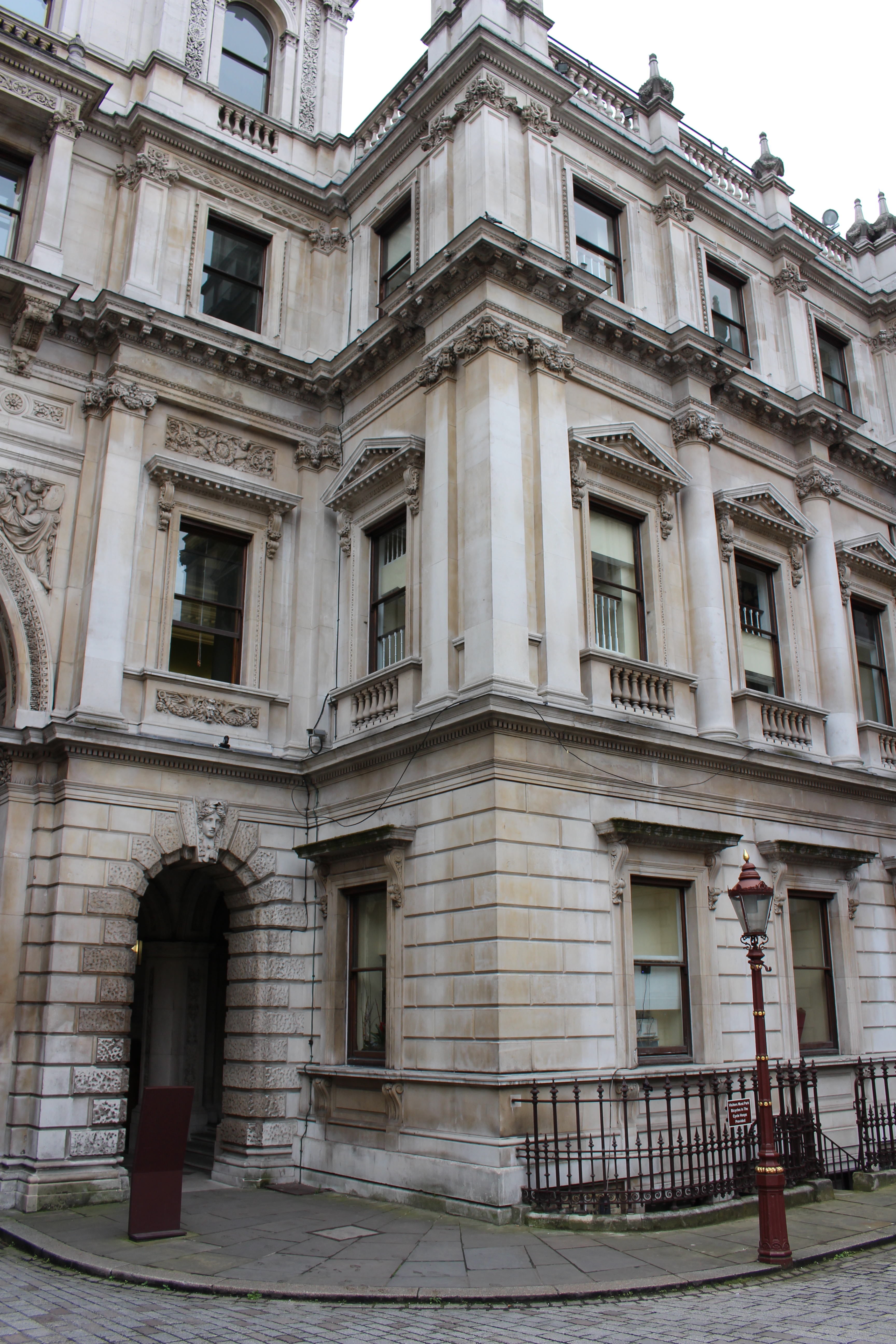
ロンドン・リンネ協会

エィルマー・バーク・ランバート（Aylmer Bourke Lambert、1761年2月2日 – 1842年1月10日）はイギリスの植物学者である。ロンドン・リンネ協会の創立メンバーの一人である。著書『マツ属の解説』（description of the genus Pinus）などで知られる。

## 生涯
イングランド西部のバースに生まれた。父親は地主で、エィルマーの母親が若くして亡くなると、1773年に父親は博物学的な採集旅行をしたことで知られ、植物園や貝の収集家として知られるヘンリー・セイマーの娘と再婚した。休日は新しい祖父の家で過ごし、祖父の知り合いの植物学者のリチャード・パルトニー（Richard Pulteney）と知り合うことになった。
母親の遺産を相続し、経済的に独立し、植物学研究に専念することができるようになった。オクスフォード大学に入学し、考古学者、地質学者のダニエル・ライソンズと知り合い、後に博物学者のジョゼフ・バンクスや、ジェームズ・エドワード・スミスとも知り合うが、大学を卒業せずにロンドンやアイルランドで暮らした。ジェームズ・エドワード・スミスと親しく、ロンドン・リンネ協会の創立会員となり、1796年に4人の副会長の1人に就任し、没するまでの約50年間、副会長を務めた。1791年に王立協会の会員に選ばれた。ロンドン考古協会の創立メンバーでもある。
1803年から1824年の間に発行された『マツ属の解説』は当時知られていた針葉樹を網羅した、着色図版のフォリオ版の豪華本で、第2回のフォリオ版は1828年から1837年の間に発刊され、1832年に八つ折り版の小型本が発刊された。ディヴィッド・ダグラス（David Douglas）らが発見した多くの新種の植物がランバートの著書に初めて記載された。

## ランバートの著書の図版

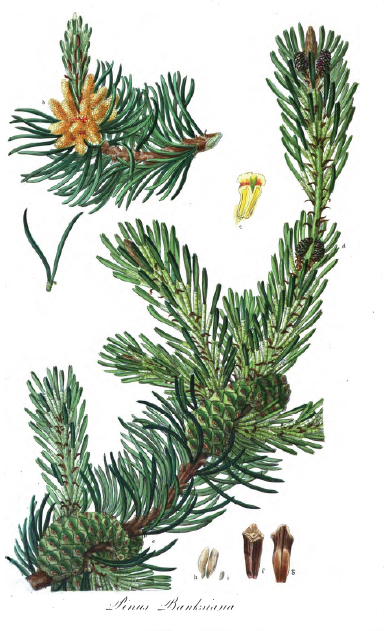
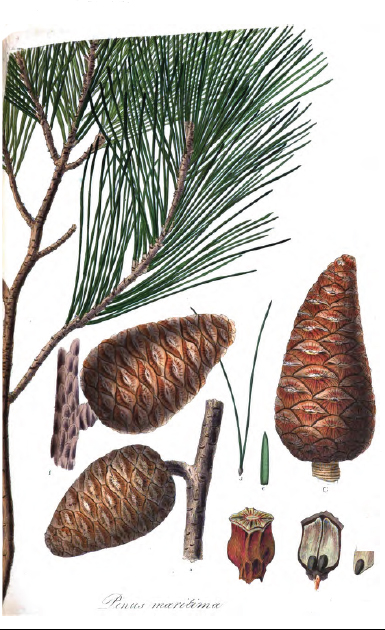
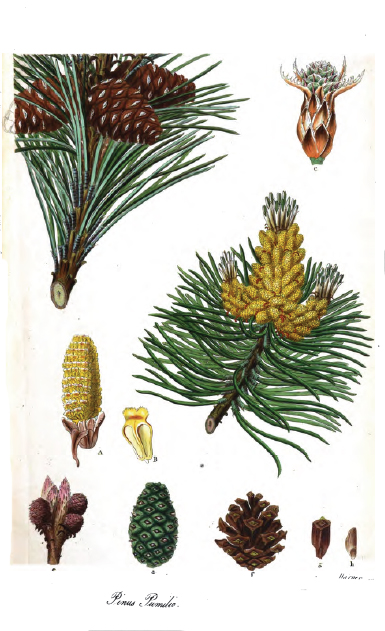
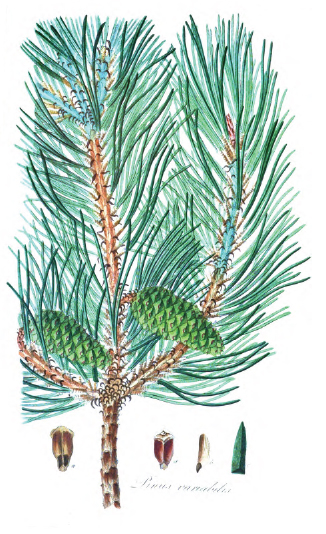